# 旧約聖書
旧約聖書（きゅうやくせいしょ、英語: Old Testament）は、一般的にユダヤ教およびキリスト教の正典とされる書物を指す。「旧約聖書」は『新約聖書』も正典とするキリスト教の使用する呼称で、ユダヤ教ではこの名称は使われず、正式名称として『律法（トーラー）、預言書（ネビイーム）と諸書（ケスビーム）』が用いられ、日常的にはその頭文字をとって『タナハ』あるいは読誦を意味する「ミクラー」と呼ばれる。『旧約聖書』は原則としてヘブライ語で記載され、一部にアラム語で記載されている。
イスラム教では「タウラー」（トーラー、律法）と「ザブール」（詩篇）を啓典としてその正統性を認めている。

## 呼称
『旧約聖書』とは、『新約聖書』の『コリントの信徒への手紙二』3章14節などの「旧い契約」という言葉をもとに、2世紀頃からキリスト教徒によって用いられ始めた呼称である。これは古い契約の書が旧約聖書であって、新しい契約が新約聖書という意味であり、『旧約聖書』という表現はサルディスのメリトン（190年）に見られ、アレクサンドリアのクレメンスがよく用いている。しかし、キリスト教側の観点でしかないために最近では『ユダヤ教聖書』、『ヘブライ語聖書』、『ヘブライ語聖典』などと呼ばれることもある。
ユダヤ教においては、トーラー、ネビイーム、ケトゥビームの頭文字、TNKに母音を付した『タナハ』と呼ばれる他、『ミクラー（Miqra）：朗誦するもの』と呼ばれることもある。ミクラーはクルアーンと語源を同じくしている。

## 内容
『旧約聖書』の内容は古代イスラエル人・ユダヤ人の思想活動すべてを網羅するごとく多岐に渡っている。以下に旧約聖書に含まれる文書の概略を記す。

### 天地創造と部族長の物語
旧約聖書の冒頭が創世記である。その冒頭では神が7日間で世界を創り、楽園に男と女（アダムとイブ）を住まわせたが、彼らが蛇の誘惑によって禁忌を犯したので楽園を追放されたという、神による天地創造と人間の堕落が語られる（創世記1-3）。以下、創世記には最初の殺人であるカインとアベルの兄弟の話（創世記4:1-16）、ノアの箱舟（創世記6:5-9:17）、バベルの塔（創世記11:1-9）などの物語が続いていく。
続いて創世記には、アブラハム・イサク・ヤコブの3代の族長の物語が記されている（創世記12-36）。アブラハムはバビロニアから出発して、カナン（現在のイスラエル／パレスチナ）にやってきた遊牧民の族長であり、神から祝福を受け諸民族の父になるという約束を与えられた（創世記12:2）。イサクはアブラハムの息子であり、彼にも子孫が栄える旨が神から約束されている（創世記26:24）。さらにその息子がヤコブであり、彼と契約を結んだ神はヤコブとその子孫にカナンの土地を与えると約束している。ヤコブはこの契約でイスラエルと改名し、彼の子孫はイスラエル人と呼ばれるようになった（創世記32:29、35:10）。ヤコブは12人の男子および数人の女子をもうけたが、男子それぞれがイスラエル十二氏族の長とされている（創世記29-30）。つまりヤコブがイスラエル／ユダヤ人の始祖である。
創世記には、この族長の3代記に続けてヤコブの末子のヨセフの物語が記されている（創世記37-50）。兄たちに殺されかけてエジプトに奴隷として売り飛ばされながら、夢の解き明かしと実力で立身出世してエジプトの宰相にまで登りつめ、飢饉に苦しむようになった父と兄たちをエジプトに呼び寄せて救う話である。創世記では、これらの他に悪徳の町であるソドムとゴモラの滅亡（創世記18:20-19:28）、ヤコブと神の使者との格闘などの話（創世記32:23-33）が有名である。
また創世記には、多くの系図が含まれておりイスラエル周辺部族の縁起等も語られている。

### モーセと律法
創世記は以上で終わり、物語は出エジプト記につながっていく。前述のヨセフの時代にエジプトに移住していたイスラエル人達は、王朝が変ったために、やがて迫害されるようになる（出エジプト1:1-14）。そこに、エジプト人として教育を受けたモーセ（出エジプト2:1-10）が、神から召命を受けて立ち上がり（出エジプト3:1-4:17）イスラエル人たちを率いてエジプトを脱出し（出エジプト5:1-15:21）、神が族長ヤコブに約束した「乳と蜜の流れる」カナンの地を目指しながら40年間シナイ半島で放浪する（出エジプト15:22-40:38、民数記）。モーセが数々の奇跡でエジプト王を威嚇し（出エジプト7:8-11:10）、追跡するエジプト軍を逃れるために海を二つに割ってその間を通っていくシーン（出エジプト13:17-30）などは有名であり、映像化もされている。現在も続くユダヤ教の行事、たとえば過越祭／除酵祭、仮庵祭などはこの出エジプトおよび荒野流浪の故事にちなむものとされており、ユダヤ文化の中でも特別で象徴的な位置を占める物語である。
シナイ山でモーセとイスラエル人は神から十戒を授かり（出エジプト20:1-16）、他にも様々な祭儀規定や倫理規定、法律が言い渡される（出エジプト19:1-34:35）。十戒は多神教の禁止や偶像崇拝の禁止に始まり、殺人・姦淫・窃盗を禁止し、父母への敬愛や隣人愛などの倫理を規定するものであるが、この十戒を基にして神はイスラエル人全体と契約を結ぶ。このシナイ山での契約は、ユダヤ教の重要な原点のひとつとされている。「ヤーウェ（ヤハウェ）」という神の名はモーセの召命時に初めて明かされ（出エジプト3:13-15）、モーセ以前には「アブラハムの神」「イサクの神」「ヤコブの神」という呼ばれ方でしか知られていなかった部族の神が、名前を明かした状態で民衆全体と契約を結んだのである。
出エジプト記の他にもレビ記、民数記、申命記には、おびただしい量の法律、倫理規定、禁忌規定、祭祀規定が記されており、これらをまとめて律法（トーラー、原義は「教え」）と呼ぶ。たとえば法律としては「ある人の牛が隣人の牛を突いて死なせた場合、生きている方の牛を売って折半し、死んだほうの牛も折半する」など細かな規定に及んでいる（出エジプト21:35）。倫理規定としては「自分自身を愛するように隣人を愛しなさい」（レビ19:18）など、禁忌規定としては豚食や鱗のない魚を食べることの禁止（レビ記11章、申命記14章など）であるとか子ヤギの肉を乳で煮てはいけない（申命14:21）だとかの細かな食物規定であり、祭祀については祭壇の寸法までが細かに指示されている（出エジプト25-28章）。レビ記、民数記、申命記は物語よりは律法の記載がほとんどであり、ユダヤ教の伝統では創世記から申命記までの五書全体を律法と呼んでいる。また、これらの律法はモーセが神から伝えられたものであるし、五書自体もモーセ自身が執筆したという聖書自身の記述と伝承があったためにモーセ五書という呼ばれ方がなされていた。イエス・キリストも「モーセの律法」と呼んだとされる。
申命記の最後でヨルダン川東岸から約束の地であるカナンを遠く望んだモーセは、そこでヨシュアを後継者に指名して後、モアブの地で没する。

### 歴史記述
申命記から続けて、ヨシュア記ではヨシュアに率いられたイスラエル人たちによってカナンの諸都市が攻略され、そこに移住していく様子が描かれる。角笛を吹き鳴らすと城壁が崩れ落ちた（ヨシュア記6:20）とされるエリコへの攻略（ヨシュア記2-6）などが有名。
ヨシュアに続いて、デボラ（士師記4-5）、ギデオン（士師記6-8）、サムソン（士師記13-16）といった軍事指導者が続いていくのだが、彼らは士師と称され、部族連合体であったイスラエル人たちの裁判官と軍事指導者の役割を兼ねていた。また、軍事判断によって神の意向を民に伝えていたことから彼らは預言者でもある。これらの士師たちの活躍を描いたのが士師記であり、女性の間諜によって髪を切られて力を失って殺されるサムソンの話などが有名である。
最後の士師がサムエルである。ここで物語はサムエル記に移り、イスラエル部族連合体が王制国家に移行する様子が描かれている。民衆の要求に応えて渋々ながらではあるがサムエルはサウルを王に指名するのである（サムエル上9-10）。
サウルはアンモン人やペリシテ人との戦争に勝つなど功績をあげるが（サムエル上11-14）、アマレク人との戦いで神の意に背いたためにサムエルから遠ざけられた（サムエル上15）。サウルに次いでサムエルから王に指名されるのが羊飼いであったダビデである（サムエル上16:1-13）。サウルとダビデとの確執は詳細に描かれるが（サムエル上16-30）、最後にサウルは戦死して（サムエル上31）、ダビデが王国を継ぐことになる。
ダビデはまず南部のユダの王となり（サムエル下2:1-7）、次いで北部のイスラエルの王となった（サムエル下5:1-5）。そしてエルサレムに遷都し（サムエル下5:6-12）、外敵を破って（サムエル下5:17-25,8:1-14など）、王国を確立して旧約聖書中最大の賛辞を受けている王である。また、詩篇に収められた歌の多くはダビデの作になるものとされており、文武に秀で神に愛でられた王として描かれている。サムエル記はこのダビデ王の治世までを描いており、そこから先は列王記に渡される。なお、キリスト教の旧約聖書でサミュエル記の前に挿入されているルツ記は外国人であったルツがダビデの曽祖父ボアズに嫁ぐ話で、キリストの贖い（買い戻し）の型であるとされる。
王国はダビデの息子のソロモン王の時代に最盛期を迎える。彼はダビデがエルサレムに運び込んだ「契約の箱」を安置するための壮麗な神殿を建築してユダヤ教の中心地としてのエルサレムを確立し、次いで自らのために豪華な宮殿を造営した。旧約聖書ではその富の噂を聞きつけて遠国からの献納が絶えなかったとしている。その中ではシバの女王の来訪などが有名であろう（列王上10章、歴代下9章）。新約聖書の中でも「ソロモン王の栄華」といった言葉が登場する。またソロモンは知恵に優れた者とされており、格言集である箴言はソロモン王に帰せられている。しかし、ソロモンは神殿や宮殿の造営を過酷な課税で賄っていたために、ことに北部の反感を買った（列王上12:4など）。王の死後、北部のイスラエル王国と南部のユダ王国に分裂することになる。
列王記はこの後、南北の王朝史を綴っていくことになる。それによれば、北部のイスラエル王国は短命な王朝が相次ぎ最後にはアッシリアに滅ぼされてしまう。また南部ユダ王国ではダビデ王の血筋が続くものの最後にはバビロニアに滅ぼされ、神殿は破壊されて多数の国民が連行されてしまう（バビロン捕囚）。ユダ王国では、宗教改革が行われたことが伝えられており、ヨシア王の時代にモーセの律法が再発見されたという（列王下22章）。
歴代誌はサムエル記と列王記と内容的に重複する歴史書であるが、南王国の立場から書かれていて、北王国については何も書かれていない。
バビロン捕囚での様子は旧約聖書の歴史書には記されず、預言書の中から窺い知るしかない。イザヤ書やエレミヤ書、エゼキエル書、原ダニエル書がバビロン捕囚の時代に編纂されたと推定されており、流謫の嘆きが語られているし、詩篇の中にも捕囚時代が反映しているとされる歌が収められている（詩篇137:1-6）。また、哀歌はエルサレム陥落を嘆いたとされる歌をまとめたものである。
やがてバビロニアがペルシャに滅ぼされると、ユダヤへの帰還活動が始まる。エズラ記によれば第一次帰還がキュロス王の布告で実施されるのだが、他民族の抵抗により神殿復興は叶わなかった。ダレイオス1世の時代になって神殿建設が許可され、エルサレム神殿は復興する。その後、アルタクセルクセス王の時代に「モーセの律法に詳しい書記官」であるエズラがペルシャ帝国からエルサレムに派遣されて、ペルシャ王の「献酌官」ネヘミヤと共にモーセの律法の復興運動を起こしたことがエズラ記、ネヘミヤ記で描かれている。エズラは外国人との結婚を無効宣告し、ユダヤ人の純化運動を進めた。ここで復興された神殿がハスモン王朝時代に拡張され、イエスの時代に至っている。
キリスト教の旧約聖書にあるエステル記は、この時期にペルシャ王の后になったユダヤ人女性エステルについての挿話である。
以上、旧約聖書における歴史記述を概観したが、王国時代の歴史記述が最も詳しく、バビロン捕囚以後の歴史は断片的にしか語られていない。ヘロドトスの『歴史』で有名なペルシャ戦争も、ユダヤは軍隊の通行路に当たっていたと考えられるが、旧約聖書では全く言及されておらず、歴史記述が途切れている。
例外として、ヘレニズム時代のコヘレトの言葉、ダニエル書、マカバイ戦争とハスモン朝の勃興を描いたマカバイ記がある。ペルシャがアレクサンダー大王によって滅ぼされるとユダヤは大王の死後に成立したセレウコス朝の支配下に入るのだが、アンティオコス4世はエルサレム神殿を略奪し、ユダヤ教を迫害したためにハスモン家の主導で反乱が起こる。ユダヤ人はこの反乱によって再独立を果たし、ハスモン王朝が成立するのである。新約聖書に登場するヘロデ大王もハスモン王朝に連なっている。なお、このマカバイ記はユダヤ教やプロテスタントでは聖書正典とされておらず、カトリック教会や正教会が正典とする第二正典の一つである。

### 預言者たちの事跡と預言書
列王記では王朝史の他に、主に北部イスラエル王国で活躍した預言者たちの様子が描かれている。エリヤ、その弟子であるエリシャ、あるいはアモス、ホセアといった預言者たちは宮廷に属さず、在野にあって神からの言葉を吐き鋭く王政を批判した。預言者たちの批判とは、国家と民衆が神を忘れて偶像崇拝に陥っているとするものである。またミカは南部ユダ王国において神殿が破壊されることを予言した。
そもそも旧約聖書では出エジプト記の時代から、(1)民衆が神を忘れて偶像崇拝に走り、(2)それを神が見て怒るが、(3)義人が神と民衆の間をとりなす、というパターンが繰り返されてきたが、列王記以降の預言者たちの事跡もこれをなぞっている。
旧約聖書の中で三大預言者と呼ばれているのはイザヤ、エレミヤ、エゼキエルであり、ことにイザヤは大部のイザヤ書を残している。
旧約聖書にはこの他に12小預言書として、ホセア書、ヨエル書、アモス書、オバデヤ書、ヨナ書、ミカ書、ナホム書、ハバクク書、ゼファニヤ書、ハガイ書、ゼカリヤ書、マラキ書などが収められている。

#### 黙示
預言書には、世界の終末と神による新時代の到来を、特異なビジョンで描き出すことがしばしば行われた。イザヤ書24-27章、34-35章、65-66章、ゼカリヤ書9-14章、ヨエル書などにそういった記述が認められるが、もっとも有名なものはダニエル書である。この黙示の記述は新約聖書の時代にも及んでおり、福音書の中にも終末予言が現れ（マルコ13章、マタイ24章、ルカ21:5-33）、ヨハネ黙示録なども書かれた。

### 知恵文学
箴言は教訓集・格言集であり、1章1節に「イスラエルの王、ダビデの子、ソロモンの箴言」とあり、伝道者の書・雅歌と共にソロモンによって書かれたと伝統的に考えられている。

### 詩歌
モーセ五書などには、古い歌に由来すると推定されるものが散見されるが（たとえば、ミリヤムの歌、デボラの歌など）、イスラエル王国時代になると詩篇、雅歌などに多くの詩歌がまとめて編集されるようになった。詩篇はその多くがダビデの作、雅歌はソロモンの作と伝えられているが、実際には様々な著者の作品が時間をかけて編纂されてきたものであろうと批判的な学者は推測している。ユダヤ教・キリスト教の典礼に今も用いられており、ヨーロッパの近代文学にも影響を与えた。なお、雅歌は恋愛歌であり、開放的な描写も多い。しかし、ユダヤ教は伝統的にこれをユダヤ民族に対する神の愛と解釈し、キリスト教は教会に対するキリストの愛と解釈してきた。哀歌はエルサレム陥落と神殿破壊を嘆く歌であり、伝統的にエレミヤの作であるとされている。

## 内容に対する意義付け

### ユダヤ教
ユダヤ教にとっては、『（旧約）聖書』は唯一の正典であり、現在も行動を律する文字通りの法である。民族の歴史を伝え、イスラエルの地を民族の故地とする精神的な基盤を与え、行為と歴史の両面において文化的な一体性を与える書でもある。

### キリスト教
対して、将来にユダヤを復興するメシア王を約束する『旧約聖書』を、キリスト教徒はイエス・キリストの出現を約束する救済史として読む。『旧約聖書』の代名詞にも使われる「律法」はもはやキリスト教徒の戒律ではないが、キリスト教徒にとっては『旧約聖書』の完成がイエス・キリストとその使信であり依然として重要な意義をもっているとされている。
旧約聖書は「律法と預言者と諸書」、「律法と預言者と詩篇」（ルカ24:44）、「律法」（マタイ5:17-18、ヨハネ10:34）と呼ばれていた。旧約聖書と新約聖書を合わせて「律法と預言者および福音と使徒」（アレキサンドリアのクレメンス、テルトゥリアヌス）、「律法と福音」（クラウディウス、アポリナリウス、エイレナイオス）と呼ぶ表現があり、アウグスティヌスが引用したイグナティウスの「新約聖書は、旧約聖書の中に隠されており、旧約聖書は、新約聖書の中に現わされている。」ということばは有名である。
詩篇で祈る伝統は古くからあった。これは、正教会が聖詠と呼ぶものである。旧約時代に詩篇は歌われていたが、今日でも詩篇歌があり、改革派教会にはジュネーブ詩篇歌がある。
キリストを知るまでは神を知ることは出来ないので、旧約は不必要だとする見解に対し、日本キリスト改革派教会の創立者である岡田稔牧師は次のように述べている。
「キリスト教の宣教の最初は旧約聖書の知識がある人に福音が伝えられたため、イエス・キリストが救い主であると伝えればよかったが、真の神を知らない異教徒の日本人に福音伝道するためには、旧約聖書が必要である」—。
中央神学校のチャップマン教授は、「旧約聖書には異教の偶像崇拝について書かれてあるが、戦前の教派はその旧約聖書の知識を欠いていたために、神社を参拝する偶像崇拝に対してもろかった」と指摘する。チャップマン教授は日本で旧約聖書の大切さを早くに主張した。
宗教改革者、ピューリタンなどは旧約聖書から説教を行ったが、高等批評、自由主義神学の影響により、今日では旧約聖書から説教することが少なくなっていると言われる。これを反映して、日本の旧約聖書のみの一冊版聖書は新日本聖書刊行会による「聖書 新改訳2017」のKindle版と日本聖書協会による新共同訳のKindle版しかなく、紙媒体の旧約聖書のみの出版は途絶えている。かつては旧約聖書のみの関根正雄訳や旧約聖書のみの新改訳第3版が一冊で出されていた。正教会は旧約聖書のみの分売を薦めていない。

## 成立過程
『旧約聖書』は断続的かつ長い期間に渡り、立場の異なる多くの人々や学派のようなグループが関わり、何度も大きな増補・改訂・編纂が行われ、その過程はかなり複雑なものであったとも推測されるが、異論もあり、いまだに定説を見ないのが現状である。聖書の記述には誤りが無いと信じるプロテスタントの福音派は、旧約聖書は聖書記者によって書かれた時から正典としての権威を持っていたと認め、申命記4:2「私があなたがたに命じることばに、つけ加えてはならない。また減らしてはならない」という記述等から、増補・改訂はなかったとする。一方、自由主義神学（リベラル）では聖書は段階的に正典化されていったとする。

### 四資料仮説
歴史的キリスト教会が、モーセを記者であるとしてきたモーセ五書（創世記・出エジプト記・レビ記・民数記・申命記）に関しては、それを否定する四資料仮説が19世紀より唱えられ、リベラル派の旧約聖書学の標準学説として知られている。ただし、この四資料仮説はあくまで仮説に過ぎず、細部に至るまで完全に合意されたものではない。近年においては、例えば日本基督教団出版による創世記注解がこの仮説に立たないと明言するなど、プロテスタント主流派（メインライン）においても退けられつつある。

### ユダヤ教での正典化
ユダヤ教では、ユダヤ戦争後にユダヤ教を再編した1世紀の終わりごろのヤムニア会議で正典が確認された。このヘブライ語本文を、8世紀以降、マソラ学者が母音記号等を加えて編集したものがマソラ本文で、全24書である。現在のところ、これを印刷体で出版した頭字語BHSが最も標準的なテキストとして利用されている。

### キリスト教での正典化
これとは別に、紀元前250年頃からギリシア語に翻訳された七十人訳聖書（セプトゥアギンタ）があるが、現代残されている複数の写本はその数が一致しているわけではない。パウロを含めたキリスト教徒が日常的に用い、新約聖書に引用されているのも主としてこのギリシア語の七十人訳であり、キリスト教は伝統的にこれを正典として扱ってきた。マソラ本文と七十人訳聖書では構成と配列が異なる。
東方教会も西方教会も長らくこの七十人訳聖書を旧約聖書の正典と基本的にみなしてきたが、その配列や数え方には一部異なるものがある。また西方教会では、正教会が正典とみなす文書の一部を外典とした。

#### 宗教改革における対立
カトリック教会はトリエント公会議（1546年）でヴルガータがカトリック教会の公式聖書であると確認し、正典として旧約46巻、新約27巻をあげた。これは伝承によるとされる。カトリック教会は、プロテスタントが文書を取り除いたとする。カトリック教会が聖書に対する外的権威を「教会が付与」したとするのに対し、プロテスタント教会は「聖書の内的権威を教会が承認」したと考えている。
その後、16世紀の宗教改革時にマルティン・ルターが聖書をドイツ語に翻訳するにあたり、それまで使われていたラテン語の聖書（ヴルガータ）からではなくヘブライ語原典から直接翻訳したため、ヘブライ語聖書に含まれる文書のみを内容とした聖書ができあがった。この「ヘブライ語聖書に含まれる文書のみを内容とした聖書」は、その後多くのプロテスタント諸派に受け継がれることになった。プロテスタント教会は、原語のヘブライ語で書かれた旧約聖書のみが聖書原典にあるとして認めている。
プロテスタントが「外典」として排除する書物の一部は、カトリック教会とエキュメニカル派の共同訳である『新共同訳聖書』では「旧約聖書続編」として掲載されている。
これに対して、ロシア正教会は、旧約50巻新約27巻の計77巻で聖書を構成している。

## 配列と一覧

### マソラ本文の配列
以下の区分に従い、分類また配列する。
- 律法（モーセ五書）（トーラー、原義は「教え」）
- 預言者（ネビーイーム）
  - 前の預言者
  - 後の預言者
    - 小預言者
- 諸書（ケスービーム）
  - 真理（エメス）
  - 巻物（メギロース）

### 七十人訳聖書の配列
マソラ本文と若干分類法が異なり、そのため配列も異なっている。「歴史書」はユダヤ教聖書の前の預言者・後の預言者・巻物に対応し、加えてユダヤ教で旧約外典とするものを含む。またユダヤ教で認める書でも「補遺」とされるユダヤ教にない部分を含むものがある。正教会とカトリック教会では、伝統的に七十人訳聖書の配列に基づいた聖書を使用してきた。詳しくは下記の表を参照。
- モーセ五書
- 歴史書
- 教訓書（知恵書）
- 預言書
  - 大預言書
  - 小預言書[31]

### 諸教派の旧約聖書配列の一覧
| ユダヤ教                           | 正教会             | カトリック   | プロテスタント |
| ---------------------------------- | ------------------ | ------------ | -------------- |
| 律法（トーラー）                   | モーセ五書         | モーセ五書   | モーセ五書     |
| 創世記                             | 創世記             | 創世記       | 創世記         |
| 出エジプト記                       | エギペトを出づる記 | 出エジプト記 | 出エジプト記   |
| レビ記                             | レヴィト記         | レビ記       | レビ記         |
| 民数記                             | 民数記             | 民数記       | 民数記         |
| 申命記                             | 復傳律令           | 申命記       | 申命記         |
| 預言者（ネビーイーム）: 前の預言者 | 歴史書             | 歴史書       | 歴史書         |
| ヨシュア記                         | イイスス・ナビン記 | ヨシュア記   | ヨシュア記     |
| 士師記                             | 士師記             | 士師記       | 士師記         |
|                                    | ルフ記             | ルツ記       | ルツ記         |
| サムエル記                         | 列王記第一巻       | サムエル記上 | サムエル記上   |
| サムエル記                         | 列王記第二巻       | サムエル記下 | サムエル記下   |
| 列王記                             | 列王記第三巻       | 列王記上     | 列王記上       |
| 列王記                             | 列王記第四巻       | 列王記下     | 列王記下       |
|                                    | 歴代誌略第一巻     | 歴代誌上     | 歴代誌上       |
| 歴代誌略第二巻                     | 歴代誌下           | 歴代誌下     |                |
| エズドラ第一巻                     |                    |              |                |
| エズドラ第二巻                     | エズラ記           | エズラ記     |                |
| ネーミヤ書                         | ネヘミヤ記         | ネヘミヤ記   |                |
| トビト書                           | トビト記           |              |                |
| イウヂヒ書                         | ユディト記         |              |                |
| エスフィル書                       | エステル記         | エステル記   |                |
| マカウェイ記第一巻                 | マカバイ記1        |              |                |
| マカウェイ記第二巻                 | マカバイ記2        |              |                |
| マカウェイ記第三巻                 |                    |              |                |
| マカバイ記4                        |                    |              |                |
| 知恵文学                           |                    |              |                |
| イオフ書                           | ヨブ記             | ヨブ記       |                |
| 聖詠                               | 詩編               | 詩篇         |                |
| オデス書                           |                    |              |                |
| 箴言                               | 箴言               | 箴言         |                |
| 伝道書                             | コヘレトの言葉     | 伝道の書     |                |
| 雅歌（諸歌の歌）                   | 雅歌               | 雅歌         |                |
| ソロモンの知恵書                   | 知恵の書           |              |                |
| シラフの子イイススの知恵書         | シラ書             |              |                |
| ソロモンの詩篇                     |                    |              |                |
| 預言者（ネビーイーム）: 後の預言者 | 大預言書           | 大預言書     | 大預言書       |
| イザヤ書                           | イサイヤの預言書   | イザヤ書     | イザヤ書       |
| エレミヤ書                         | イエレミヤの預言書 | エレミヤ書   | エレミヤ書     |
|                                    | 哀歌               | 哀歌         | 哀歌           |
| ワルフの預言書                     | バルク書           |              |                |
| イエレミヤの達書                   | バルク書           |              |                |
| エゼキエル書                       | イエゼキイリの預言 | エゼキエル書 | エゼキエル書   |
|                                    | ダニイルの預言     | ダニエル書   | ダニエル書     |
| 小預言者                           | 小預言書           | 小預言書     | 小預言書       |
| ホセア書                           | オシヤの預言書     | ホセア書     | ホセア書       |
| ヨエル書                           | イオイリの預言書   | ヨエル書     | ヨエル書       |
| アモス書                           | アモスの預言書     | アモス書     | アモス書       |
| オバデヤ書                         | アウディヤの預言書 | オバデヤ書   | オバデヤ書     |
| ヨナ書                             | イオナの預言書     | ヨナ書       | ヨナ書         |
| ミカ書                             | ミヘイの預言書     | ミカ書       | ミカ書         |
| ナホム書                           | ナウムの預言書     | ナホム書     | ナホム書       |
| ハバクク書                         | アウワクムの預言書 | ハバクク書   | ハバクク書     |
| ゼファニヤ書                       | ソフォニヤの預言書 | ゼファニヤ書 | ゼファニヤ書   |
| ハガイ書                           | アゲイの預言書     | ハガイ書     | ハガイ書       |
| ゼカリヤ書                         | ゼカリヤの預言書   | ゼカリヤ書   | ゼカリヤ書     |
| マラキ書                           | マラヒヤの預言書   | マラキ書     | マラキ書       |
| 諸書 （ケスービーム）              |                    |              |                |
| 真理（エメス）                     |                    |              |                |
| 詩篇                               |                    |              |                |
| 箴言                               |                    |              |                |
| ヨブ記                             |                    |              |                |
| 巻物（メギロース）                 |                    |              |                |
| 雅歌                               |                    |              |                |
| ルツ記                             |                    |              |                |
| 哀歌                               |                    |              |                |
| コヘレトの言葉                     |                    |              |                |
| エステル記                         |                    |              |                |
| ダニエル書                         |                    |              |                |
| エズラ記＋ネヘミヤ記               |                    |              |                |
| 歴代誌                             |                    |              |                |

表注
1. ↑  現在の日本のカトリック教会では新共同訳聖書を公式に典礼で使用しており、その配列は本表のプロテスタントと同じで、そこに含まれない第二正典部分は『旧約聖書続編』として旧約聖書正典の後ろに掲載されている。
2. ↑  正教会の聖書では、カトリックとプロテスタントにはない「結び」がある。
3. ↑  カトリックとプロテスタントでは正典に含まれていないが、新共同訳聖書には『エズラ記（ギリシア語）』として掲載されている。
4. 1 2 3 4 5 6 7 8 9 10 11 12 13 14 15  プロテスタントの旧約聖書には含まれない第二正典である。
5. 1 2  正教会とカトリックの『エステル記』には、プロテスタント版に含まない103節がある。（『エステル記補遺』）
6. 1 2 3 4  カトリックとプロテスタントの聖書には含まれない。
7. ↑  正教会は詩篇が1つ多い。この1篇はダビデに帰され、カフィズマには含まれない。
8. ↑  オデス書は『マナセの祈り』を含む。これはカトリックとプロテスタントでは正典としていない。
9. 1 2  カトリックの聖書では、『バルク書』は第6章（『エレミヤの手紙』）を含む。正教会の聖書は、『イエレミヤの達書』（エレミヤの手紙）は『ワルフの預言書』（バルク書）と独立している。
10. 1 2  正教会とカトリックでは、『ダニエル書』はプロテスタント版にはない3つの章がある。それは『アザルヤの祈りと三人の若者の賛歌』『スザンナ』『ベルと竜』で、新共同訳聖書ではこれらを『ダニエル書補遺』として掲載している。
11. ↑  ユダヤ教（マソラ本文）では1書に数える。

## 翻訳
『旧約聖書』の翻訳は紀元前から行われており、そのような古い翻訳を古代訳という。古代訳は、現存するどのヘブライ語写本よりも古く、当時の解釈だけでなく、テキストそのものを推察する上でも貴重な資料となる。
『旧約聖書』の翻訳で、現在知られている最も古いものはアラム語聖書である。これは捕囚期後、当時のパレスチナで日用語となったアラム語にヘブライ語聖書を翻訳したものである。ついで紀元前4世紀から2世紀までに、ギリシア語への翻訳がアレクサンドリアでなされた。これが「七十人訳聖書（セプトゥアギンタ 、LXX）」である。キリスト教成立後、七十人訳はキリスト教徒の聖書という印象がつよまると、ユダヤ教内部で新たなギリシア語翻訳を求める動きが起き、いくつかのギリシア語翻訳が作られた。またこの時期、シリア語訳の聖書も作られた。
またキリスト教の中で、主にラテン語を使うグループのためにラテン語訳が作られた。これを「古ラテン語訳」という。ヒエロニムスは、ヘブライ語から翻訳したラテン語翻訳聖書を作り、これがラテン教会では公式の翻訳として認められた。ヒエロニムスの翻訳を「ヴルガータ」という。また中世初期にはキュリロスとメトディオスによって教会スラブ語訳が作られた。
また中世盛期から末期にかけて、フランスやドイツなど西ヨーロッパでは近代語訳の『聖書』が作られたが、これは教会で公認されなかったこと、複製の難しさなどからあまり広まらなかった。中世末期から近世初期の主な翻訳者には、ウィクリフ、エラスムス、ルター、カルヴァンなどがある。その後、『聖書』の翻訳は主にプロテスタント圏で盛んになり、その必要に後押しされるように、本文批評の発展に伴う校訂版テキストの整備が進んだ。近代に入ると、カトリックでも『聖書』の読書が奨励されるようになったことに伴い、各国語で翻訳がなされるようになった。なお、『聖書』は世界で最も様々な言語に翻訳された書物であり、『新約聖書』に関してはアイヌ語やケセン語にも翻訳されている。
なおユダヤ人は、非キリスト教的な『聖書』翻訳の必要性から、上記とは系統を異にする独自の翻訳された『聖書』を持っている。

## 歴史

### ユダヤ教の聖典と旧約聖書の内容の違い
ユダヤ教の聖典をキリスト教は、名称を旧（ふるい）約束の意味に変えて用いている。しかし、ヘブライ聖書では、前十世紀ころのヤハウェ信仰が拝一神教であったのに対して、キリスト教が現在用いている旧約聖書では、前十世紀ころのヤハウェ信仰が唯一神教となっている翻訳の違いがある。前十世紀ころのヤハウェとの契約を意味する旧約とは、モーセの十戒を中心とした律法であると見た場合、違った風に訳された神の言葉をキリスト者自身の都合に合わせて旧い約束であるとしていると見ることも出来る。

## 主な旧約聖書
旧新約聖書
- 『聖書 聖書協会共同訳』日本聖書協会 訳（日本聖書協会、2018年）
- 『聖書 新改訳』新日本聖書刊行会 訳（いのちのことば社、2018年）
- 『聖書 口語訳』日本聖書協会 訳（日本聖書協会、2015年）
- 『聖書 文語訳』日本聖書協会 訳（日本聖書協会、1992年）
- 『聖書 原文校訂による口語訳』フランシスコ会聖書研究所 訳（サンパウロ、2011年）
- 『聖書 旧約・新約』フエデリコ・バルバロ 訳（講談社、1980年）

旧約聖書
- 『聖詠経』ハリストス正教会本会 訳（ハリストス正教会本会、1901年）
- 旧約聖書翻訳委員会 訳『旧約聖書』。（岩波書店、全4巻、2004年-）

英語日本語対訳旧新約聖書
- 『ダイグロットバイブル』（日本聖書協会、2016年）：新共同訳＋ESV（English Standard Version）
- 『バイリンガル聖書』（いのちのことば社、2015年）：新改訳＋ESV

ヘブライ語日本語対訳旧約聖書
- 『ヘブライ語聖書対訳シリーズ』全45巻、ミルトス・ヘブライ文化研究所 編（ミルトス、1990年-）逐語訳

ヘブライ語旧約聖書
- Biblia Hebraica Stuttgartensia（Deutsche Bibelstiftung、1977年）

ラテン語訳旧新約聖書
- Biblia sacra : iuxta Vulgatam versionem（Deutsche Bibelgesellschaft、2007年）通称「ヴルガータ」

七十人訳旧約聖書
- 秦剛平 訳『七十人訳ギリシア語聖書（第1期：モーセ五書）』全5巻（河出書房新社、2002年-）
- 秦剛平 訳『七十人訳ギリシア語聖書（第2期：その他）』全9巻（青土社、2016年-）

ギリシア語七十人訳旧約聖書
- Septuaginta : id est Vetus Testamentum Graece iuxta LXX interpretes（Deutsche Bibelgesellschaft、2006年）通称「セプトゥアギンタ」

### 注
1. ↑  「新約聖書」が無かった時代のイエスの聖書に対する言及として『ルカ福音書』24章44節に「（前略）モーセの律法と預言書と詩篇とに、わたしについて書いてあることは、（後略）[2]」とある。
2. ↑  イスラム教は「タウラー」（トーラー）などについてユダヤ教徒などによる改竄を主張している[4]。
3. ↑  詩篇は前300年頃にはおおよそ編纂されていたとされてきたが、今なお定説を見ない[10]。
4. ↑  恋愛歌である雅歌の一節。「恋しい方はミルラの匂い袋／私の乳房のあいだで夜を過ごします」「あの人が左の腕をわたしの頭の下に伸べ／右の腕でわたしを抱いてくださればよいのに」「衣を脱いでしまったのに／どうしてまた着られましょう」「秘められたところは丸い杯／かぐわしい酒に満ちている。／腹はゆりに囲まれた小麦の山。／乳房は二匹の小鹿、双子のかもしか。」
5. ↑  フリードマン『旧約聖書を推理する』序章部で四資料仮説の要約史が読める[21]。
6. ↑  BHSとはラテン語: Biblia Hebraica Stuttgartensiaの頭字語、発行は1967年／1977年。

  - Biblia Hebraica Stuttgartensia #2：Quell, G. ; Rudolph, Wilhelm ; Rüger, Hans Peter. Exodus et Leviticus. Editio secunda emendata / opera H.P. Rüger. Deutsche Bibelgesellschaft, 1967, ISBN 3438052024. NCID BA19282885.
  - Biblia Hebraica Stuttgartensia、#5：Boer, Pieter Arie Hendrik de ; Rudolph, Wilhelm ; Rüger, Hans Peter. Liber Samuelis、Editio secunda emendata / opera W. Rudolph et H.P. Rüger、Deutsche Bibelgesellschaft、1967、3438052059、NCID BA19284530.
  - Biblia Hebraica Stuttgartensia、#6：Jepsen, Alfred ; Rudolph, Wilhelm ; Rüger, Hans Peter. Liber Regum、Editio secunda emendata / opera W. Rudolph et H.P. Rüger、Deutsche Bibelgesellschaft、1967、3438052067、NCID BA19284643.
  - Biblia Hebraica Stuttgartensia、#7：Thomas, D. Winton ; Rudolph, Wilhelm ; Rüger, Hans Peter. Liber Jesaiae、Editio secunda emendata / opera W. Rudolph et H.P. Rüger、Deutsche Bibelgesellschaft、1967, ISBN 3438052075、NCID BA19284712.
  - Biblia Hebraica Stuttgartensia、#9：Rudolph, Wilhelm ; Rüger, Hans Peter. Liber Ezechiel、Editio secunda emendata / opera W. Rudolph et H.P. Rüger、Deutsche Bibelstiftung、1967, ISBN 3438052091. NCID BA19285318.
  - Biblia Hebraica Stuttgartensia、#13：Robinson, Theodore Henry ; Rudolph, Wilhelm ; Rüger, Hans Peter. Megilloth、Editio secunda emendata / opera W. Rudolph et H.P. Rüger、Deutsche Bibelgesellschaft、1967、343805213X、NCID BA19285883.
7. ↑  ヴァチカン写本（紀元350年）はマカバイ記1、2を含まず、エズラ記（ギリシア語）を含んでいる。シナイ写本（紀元350年）はバルク書を含まず、マカバイ記4を含んでいる。アレクサンドリヤ写本（紀元450年）はエズラ記とマカバイ4を含んでいる[11]。
8. ↑  ユダヤ教にとっては、『聖書』は唯一の正典であり、現在も行動を律する文字通りの法である。民族の歴史を伝え、イスラエルの地を民族の故地とする精神的な基盤を与え、行為と歴史の両面において文化的な一体性を与える書でもある。
9. ↑  
  - 他の神々が、あなたのためにわたしの面前にあってはならない[33][リンク切れ]
  - あなたはわたしのほかに、なにものをも神としてはならない[34][リンク切れ]。
10. ↑  また、カトリック教会において使用される十戒には、偶像崇拝の禁止の項目がない。モーセの十戒を参照。

## 関連資料
脚注に未使用の資料、発行年順。
- 榊原康夫『旧約聖書の写本と翻訳』（いのちのことば社、1972年）ISBN 4-264-00023-8
- 石田友雄・木田献一・左近淑・西村俊昭・野本真也 共著『総説旧約聖書』（日本基督教団出版局、1984年）ISBN 4-8184-2025-5
- 榊原康夫『旧約聖書の生い立ちと成立 増補改訂版』（いのちのことば社、1994年）ISBN 4-264-01501-4
- E・ヴュルトヴァイン（鍋谷堯爾・本間敏雄 訳）『旧約聖書の本文研究 「ビブリア・ヘブライカ」入門』（日本基督教団出版局、1997年）ISBN 4-8184-0192-7
- 左近淑『旧約聖書緒論講義』（教文館、1998年）ISBN 4-7642-2607-3
- 榊原康夫『旧約聖書の生い立ちと成立 増補改訂版』（いのちのことば社、1994年）ISBN 4-264-01501-4

正教会における聖書名について
コストロマの主教プラトン 著（Platon, Metropolitan of Moscow）、堀江 訳
- 伝教師パウェル松井 編『「正教会入門」 - 正教会と機密 - 』（東京復活大聖堂教会、1878年（明治10年））……※但し当記事内容と配列・内容に相違がある。
- プラトン 著、堀江 復 訳『正教定理略解 』（正教会、1877年）NCID BA35316660。
  - プラトン 著、堀江 復 訳『正教定理略解』訂正2版（正教会、1883年）明治16年）doi:10.11501/824711、国立国会図書館、インターネット公開、遠隔複写不可（NDL）、NCID BA4620424X。全国書誌番号:40050004。
- プラトン 著、堀江 復 訳『修身神学』（正教会、1881年）NCID BA60596387。
  - プラトン 著、堀江 復 訳『修身神学』3版（正教会、1890年）NCID BA39088943。